# Gallicisme
En grammaire et en linguistique, un gallicisme est :
- un emprunt fait à la langue française par une autre langue ;
- une tournure ou une locution particulière à la langue française, consacrée par l'usage, c'est-à-dire un idiotisme. Par exemple : « c'est... qui... » ou « il y a... » [1].

## Sens et variantes
Le sens peut souvent varier. Ainsi, avec cet exemple:
- en serbe : репете / repete signifie se resservir en parlant de la nourriture;
- Le grec moderne a également emprunté des termes au français, en leur donnant parfois un tout autre sens : 
  - « γκαρσóνι » (garsóni) désigne un serveur de café ou de restaurant ;
  - « καλτσόν » (kaltsón) désigne un collant ;
  - « κραγιόν » (krayión) désigne un tube de rouge à lèvres ;
  - « κρουασάν » (kruasán) désigne un croissant en tant que viennoiserie ;
  - « σουτιέν » (sutién) désigne un soutien-gorge ;
  - « φερμουάρ » (fermuár) désigne une fermeture Éclair.